# Barje (Leskovac)
Pour les articles homonymes, voir Barje.
Barje (en serbe cyrillique : Барје) est un village de Serbie situé sur le territoire de la Ville de Leskovac, district de Jablanica. Au recensement de 2011, il comptait 253 habitants.

## Géographie

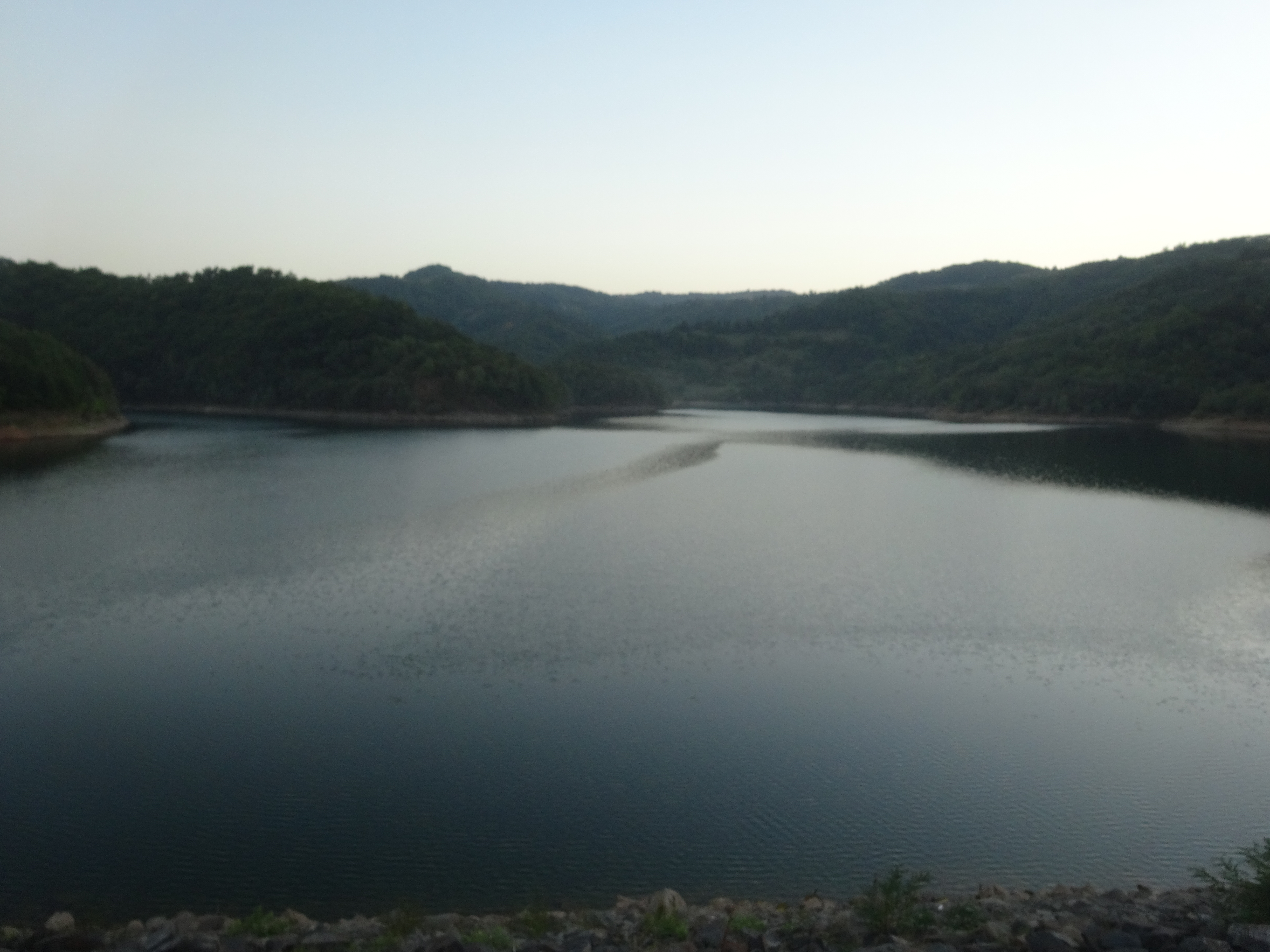
Le lac de Barje

## Démographie
| 1948 | 1953 | 1961 | 1971 | 1981 | 1991 | 2002 | 2011 |
| ---- | ---- | ---- | ---- | ---- | ---- | ---- | ---- |
| 957  | 972  | 869  | 703  | 623  | 467  | 372  | 253  |

|  |